# Dương Thiên Hựu
Dương Thiên Hựu còn được gọi là Dương Tuần Bá, là cha của Dương Tiễn (hay Nhị Lang Thần), và là chồng của Dao Cơ tiên tử (còn gọi là Tuyết Lương, em gái của Ngọc Hoàng). Ông đơn giản chỉ là 1 người phàm, may mắn được làm vợ chồng với tiên nữ. Nhân vật Dương Thiên Hựu đã được nhắc đến trong Tân Tây Du Ký II của đài TVB năm 1996.

## Thân Thế
Dương Thiên Hựu xuất thân là 1 thư sinh nghèo ham học. Trên đường lên kinh thành trời lại bắt đầu có tuyết rơi, ông vì thích thú nên đã làm 1 bài thơ khen ngợi tuyết. Ngay lúc đó, Dao Cơ tiên tử đang ở trên trời gieo tuyết xuống trần gian nghe được liền chú ý đến ông và quyết định xuống trần giả làm 1 người hầu đang tìm 1 cây trâm vàng để thử lòng ông. Nào ngờ ông chấp nhận đưa hết lộ phí của mình để giúp cô người hầu mua lại 1 cây trâm vàng khác về cho chủ nhân. Không những vậy, ông còn nhường lại áo choàng cho Dao Cơ để cô không bị lạnh.
Sau đó, ông tiếp tục lên kinh dự thi, nhưng vì không chịu được giá rét, ông đã ngất đi giữa trời tuyết. Trên trời thấy vậy, Dao Cơ liền hạ trần để giúp đỡ ông. Khi tỉnh dậy, Dương Thiên Hựu bất ngờ khi thấy bên cạnh mình có đống lửa sưởi ấm, và trên người thì khoác 1 chiếc áo choàng. Cũng vì giúp đỡ ông nên Dao Cơ đã làm trái ý trời, cho tuyết ngừng rơi trước thời gian quy định nên đã bị phạt giam mình trong 1 ngọn núi dưới trần gian.
Thời gian sau đó, Dương Thiên Hựu đã trở thành trạng nguyên và đang trên đường về quê làm quan phụ mẫu. Vô tình đi ngang qua ngọn núi mà Dao Cơ đang sám hối ở đó, ông nhớ lại chuyện trước kia. Đúng lúc, đoàn người của ông bị sơn tặc bao vây là cướp giết. Ông thì bị lăn xuống dốc, không may va đầu vào đá, định là sẽ chết ngay lúc đó. Dao Cơ nhìn thấy và không cầm lòng được, bèn trốn ra khỏi ngọn núi để cứu ông. Khi hồi phục, ông nhận ra người cứu mình chính là cô người hầu ông đã từng gặp năm xưa. Ông ngỏ ý muốn chung sống với Dao Cơ. Họ kết hôn và chung sống với nhau và sinh ra Dương Giao, Dương Tiễn, Dương Thiền.
Không lâu sau đó, Ngọc Hoàng biết được rất tức giận, liền sai thiên binh thiên tướng xuống trần bắt Dao Cơ về trị tội và nhốt bà trong 1 hang núi. Vợ chồng Dương Thiên Hựu phải chia xa từ đó. Tuy vậy, Dương Thiên Hựu rất yêu vợ của mình. Hằng ngày ông đều ở dưới chân núi nhặt cỏ dại và trò chuyện cùng Dao Cơ và đặt tên cho con trai của mình là Tưởng Nương ý nghĩa là luôn nhớ về người vợ và người mẹ của mình.
Vì quá đau buồn, ông không lo chuyện triều chính nên đã bị gián chức làm dân thường nghèo khổ hơn xưa. Ông cũng sinh bệnh và qua đời ngày 13/4. Từ đó, năm nào ngày 13/4 trời cũng đổ mưa tầm tã như thương xót cho chuyện tình của ông. Hai tháng sau khi ông mất, Ngọc Hoàng hạ lệnh áp giải 3 anh em nhà họ Dương về quản giáo ở thiên đình nhưng thuộc hạ dưới trướng lại nghe theo sắp đặt của Xích Cước Đại Tiên - Đại thần chấp pháp ở thiên đình mà truy bức cả 3 đến đường cùng. Dương Đại Lang (tức Dương Giao) vì lấy thân mình bảo vệ hai em mà bị hạ sát. Dương Tiễn phẫn uất đến độ thiên linh được khai thông nhưng cũng không địch lại thiên binh thiên tướng, đúng lúc đó được Khương Tử Nha cứu ra và đưa về gia đình của Dương Thiên Hựu, còn em gái Dương Thiền nhờ có Thiên Bồng Nguyên Soái kịp thời can thiệp, đưa về bên Vương Mẫu, được Tây Vương Mẫu đặt cho một tên khác là Dương Liên, khi trưởng thành được thăng tiên phong hiệu là Tam Thánh Mẫu. Lại nói về Dương Tiễn, Vì lo cho cháu của mình cũng sẽ bị bắt đi, nên ông nội của Dương Tiễn đã đặt lại tên gọi là Nhị Lang. Không lâu sau vì lo sợ sự trưởng thành thất thường của cháu mình nên gia đình đã gửi lại cho Khương Tử Nha, vì thấy được tố chất hơn người cùng với thiên linh sớm được khai mở, Tử Nha quyết định đưa về gặp Ngọc Đỉnh Chân Nhân bái sư học đạo.